# Jacob Georg Christian Adler
Jakob Georg Christian Adler (Arnis, 8 dicembre 1756 – Giekau, 22 agosto 1834) è stato un orientalista, biblista, numismatico e teologo tedesco.

## Biografia
Figlio dell'archeologo e teologo luterano Georg Christian Adler (1724-1804) e di Johanna Elisa Schultze (1729-1806), nacque in un piccolo paese dello Schleswig-Holstein. Ricevette in famiglia una solida istruzione scolastica primaria. Studiò in seguito teologia al Christianeum di Altona, nei pressi di Amburgo, e successivamente all'Università Christian Albrecht di Kiel. In seguito frequentò i corsi di lingue orientali (Arabo, Siriaco e Ebraico) tenuti dallo studioso Oluf Gerhard Tychsen all'Università Bützow; nel 1778 seguì Tychsen, che vi si era trasferito, all'Università di Rostock.
Nel triennio 1780-1782 Adler continuò all'estero i suoi studi esaminando testi e codici in Italia, Francia, Paesi Bassi e Belgio. In particolare, rimase a Roma per 15 mesi studiando la lingua copta con monaci egiziani, frequentando il Museo Borgiano di Velletri, allestito dal cardinale Stefano Borgia, raccogliendo successivamente in due volumi il frutto di questi soggiorni. Nel 1783 Adler fu nominato professore di Lingua siriaca nel Friedenskirche di Copenaghen, nel 1785 fu predicatore e successivamente professore di teologia. Dal 1792 fu Generalsuperintendent dello Schleswig-Holstein.
Adler si sposò due volte: 
- l'8 dicembre 1787 Dorothea Maria Lorck, figlia del biblista Josias Lorck e nipote del poeta Matthias Claudius. da questo matrimonio nacquero Georg Josias Stephan Borgia (29 ottobre 1792, chiamato così in omaggio al suocero[3] e al cardinale italiano[4]) e Friedrich August (3 settembre 1794);
- il 16 luglio 1805 con Luise Dorothea Lederer, da cui il 24 agosto 1808 ebbe Karl Ferdinand.

## Opere
- Jvudaervum Codicis Sacriti Rite Scribendi Legese Libello Thalmudico Massechet Sopherim In Lat. Conversae. Hamburg, 1779
- Descriptio Codicum quorundam cuficorum partes Corani exhibentium in Bibliotheca Regia Hafniensi et ex iisdem De Scriptura Cufica Arabum observationes novae: praemittitur disquisitio generalis De Arte Scribendi apud Arabes ex ipsis auctoribus arabicis iisque adhuc ineditis sumpta auctore Iacobo Georgio Christiano Adler, Altonae, ex Officina Eckhardiana, 1780
- Faksimilia kufischer Koranhandschriften der Kgl. Bibliothek in Kopenhagen mit einer Untersuchung über die arabischen Schriftentwicklung. Kopenhagen 1780
- Reisebemerkungen auf einer Reise nach Rom. 363 S., Altona (herausgegeben durch seinen Bruder Johann Christian Georg Adler) 1783[5]
- Nonnulla Matthaei et Marci enunciata ex indole linguae Syriacae explicantur adduntur observationes quaedam in historiam utriusque evangelii. Prolusio qua... indicit Iacobus Georgius Christianus Adler prof. publ. extraord. Hauniae, excudebat Nicolaus Moller, aulae regiae typographus, 1784
- Novi Testamenti versiones syriacae simplex, philoxeniana et Hierosolymitana. Denuo examinatae et ad fidem codicum manu scriptorum bibliothecarum Vaticanae, Angelicae, Assemanianae, Medicae, Regiae aliarumque novis observationibus atque tabulis aere incisis illustratae a Iacobo Georgio Christiano Adler, Hafniae, excudebat Ioa. Frider. Schultz, univers. typographus veneunt; apud Chr. Gottl Proft univers. bibliopol, 1789
- Museum cuficum Borgianum Velitris. Illustravit Iacobus Georgius Christianus Adler Altonanus. Romae, apud Antonium Fulgonium, 1782-1792
- Museum Cuficum Borgianum Velitris. Pars. 2. Illustravit Iacobus Georgius Christianus, Adler, Th. doctor et prof. Hafniensis. Inserti sunt numi cufici editoris. Hafniae, excudebat Fridericus Wilhelmus Thiele, 1792